# Юань-ди (Хань)
Юань-ди (кит. упр. 孝元帝, пиньинь xiàoyuāndi, палл. Сяоюань-ди, личное имя Лю Ши кит. трад. 劉奭, пиньинь Liú Shì, палл. Лю Ши, 75 до н. э.-33 до н. э.) — одиннадцатый император империи Хань в Китае, правил с 49 до н. э. до 33 до н. э.. Он, подобно его отцу Сюань-ди, поддерживал конфуцианство. Отличался добрым и мягким характером и человеколюбием. Историки обычно позитивно оценивают период его правления, отмечая при этом его наивность и слабоволие.

## Происхождение и ранние годы
В 75 до н. э, когда Ши родился, его отец Лю Бинъи и его мать Сюй были простолюдинами, так как его прадед, Лю Цзюй, сын императора У-ди, был лишён права наследия престола и подвергнут преследованиям впавшего в параною императора. Его отца вырастил тюремщик Бин и евнух Чжан Хэ, который сосватал Лю Бинъи дочь подчинённого евнуха Сюй.
Его отец неожиданно стал императором, а его мать — императрицей.
Зависть со стороны родственников второй жены Сюань-ди Сянь (顯) привела к тому, что императрицу Сюй отравил доктор во время разрешения от родов.
Вокруг принца Ши разворачивались сложные интриги, его хотели отравить, отстранить от престолонаследия, и даже его отец собирался назначить нового наследника, однако оставил принца Ши в память о своей первой жене Сюй.
Принц Ши получил хорошее образование, изучал конфуцианство и легизм, однако не принимал участия в государственных делах.

## Восхождение на трон
Принц Ши взошёл на трон после смерти своего отца Сюань-ди; как император он известен по храмовому имени Сяоюань-ди или сокращённо Юань-ди.

## Характеристика правления

### Ранние годы правления
С первых лет правления Юань-ди стал заботиться о сокращении государственных расходов с целью снижения налогов и улучшения благосостояния населения. Он продолжал линию своего отца. Он строго следил, чтобы на чиновничьи должности приходили строгие конфуцианцы в соответствии с системой экзаменов.

### Партийная борьба
В правительстве Юань-ди сформировались две партии. Конфуцианскую партию возглавляли учителя императора Сяо и Чжоу, Лю Гэншэн (劉更生) и помощник императора Цзинь Чан (金敞). Партию двора представляли двоюродный брат императора Ши, императорский секретарь Хун Гун (弘恭), главный евнух Ши Сянь (石顯).
Партии упорно боролись друг с другом, что наносило большой урон функционированию правительства.
Авторитет конфуцианской партии держался на советах императору, они апеллировали к традиционному порядку времён династии Чжоу. Авторитет партии двора держался на родственной близости к императорской фамилии, они апеллировали к семейной традиции ханьских императоров.
В 47 до н. э. Хун Гун и Ши Сянь поймали Сяо и Чжоу на нарушениях и добились их разжалования в простолюдины, Сяо лишился должностей, а через год травля Сяо довела его до самоубийства. Его оболгали перед императором. Однако император осудил Хуна и Ши и похоронил Сяо с великими почестями; через год умер Хун.
В 46 до н. э. Чжоу был возвращён в администрацию, хорошую должность получил при этом его ученик Чжан Мэн (張猛), внук путешественника Чжан Цяня. Хотя партия двора превалировала, император очень ценил советы конфуцианцев. В 44 до н. э. высокую должность получил конфуцианец Гун Юй (貢禹), который старался не вмешиваться в партийную борьбу.
В 43 до н. э. серия небесных знамений была истолкована против конфуцианцев, Чжоу и Чжан снова были сняты с должностей, но в 42 до н. э. главным советником стал конфуцианский учёный Куан Хэн (匡衡), который смог установить соглашение с Ши Сянем.
В 40 до н. э. снова стали происходить необычные знамения, и партия двора не смогла убедительно их истолковать; император убедился, что предыдущие знамения не были связаны с конфуцианцами Чжоу и Чжаном, которые вернулись на свои должности в столицу. Однако через некоторое время Чжоу умер от удара, а Ши удалось затравить Чжана и принудить к самоубийству.
В 37 до н. э. доверенным лицом императора стал конфуцианский учёный Цзин Фан (京房), который был и специалистом по гадательной практике. Цзин Фан стал жёстко требовать контроля назначений высших чиновников через экзамены и стал бороться с коррупцией. Помощник Ши, Улу Чунцзун (五鹿充宗) был также обвинён в коррупции, однако император не применял жёстких мер.
Потом Ши и Улу оправдались и обвинили Цзин Фана в заговоре с участием брата императора Лю Цина. Лю Цин и Цзин Фан были казнены.

### СюннуиСредняя Азия
Царство сюнну было к началу правления разбито на две части. Одна часть, управляемая шаньюем Хуханье, продолжала оставаться лояльной к ханьскому двору, и император за проявление лояльности подарил Хуханье пять самых красивых женщин империи.
Та часть империи сюнну, которой управлял шаньюй Чжичжи, находилась в сложных отношениях. Чжичжи в своё время оставил сына в заложниках при ханьском дворе и потребовал его возврата назад. Юань-ди, надеясь на улучшение отношений, вернул сына, однако Чжичжи убил посла, которому было предписано не заходить на территорию сюнну, а передать сына на границе.
Император снарядил армию. В это время Чжичжи вёл затяжную войну против усуней и перенёс столицу в Семиречье. Ханьская армия смогла занять столицу сюнну, Чжичжи был убит. Положение Хань в Средней Азии сильно укрепилось.

### Семья и наследование
Женой Юань-ди была императрица Ван, которую выбрала ему из самых красивых девушек ещё его мать. Дополнительно у него были две любимые наложницы — Фу (傅昭儀) и Фэн Юань (馮昭儀); у каждой было по сыну. Наследником стал сын самой императрицы Ван Лю Ао, однако проблема наследия значительно позднее привела к ситуации неопределённости и гибели династии, когда племянник императрицы Ван — Ван Ман — узурпировал трон.
Принц Кан — сын наложницы Фу — отличался многочисленными достоинствами, тогда как принц Ао интересовался преимущественно женщинами и пьяными оргиями. Однако братья вместе воспитывались и дружили. Интриги с целью заменить наследника престола окончились безрезультатно.
После смерти Юань-ди трон занял принц Ао, известный как император Чэн-ди, а императрица Ван и её род сильно укрепились. Позднее, когда Чэн-ди умер, все его сыновья были перебиты, и трон поочерёдно занимали внуки наложниц Фу и Фэнъюань, но в итоге власть узурпировал Ван Ман.

## Эры правления
- Чуюань (кит. трад. 初元, пиньинь chū yuán): 48—44 год до н. э.
- Юнгуан (кит. трад. 永光, пиньинь yŏng guāng): 43—39 год до н. э.
- Цзяньчжао (кит. трад. 建昭, пиньинь jiàn zhāo): 38—34 год до н. э.
- Цзиннин (кит. трад. 竟寧, пиньинь jìng níng): 33 год до н. э.